# Carl Gegenbaur

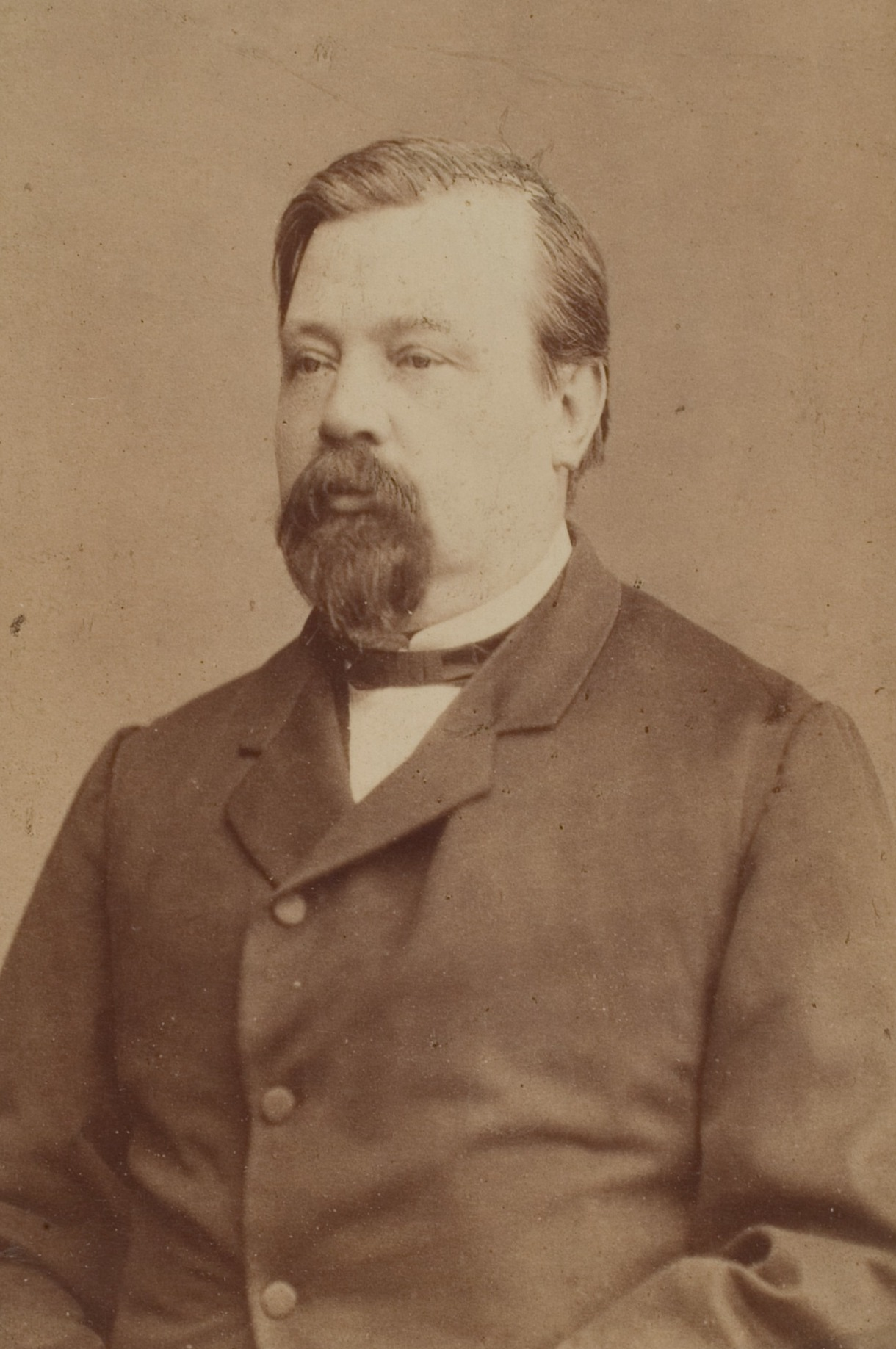
Carl Gegenbaur.

Carl Gegenbaur, född 21 augusti 1826 i Würzburg, död 14 juni 1903 i Heidelberg, var en tysk biolog inom den moderna morfologin.
Gegenbaur promoverades 1851 till medicine doktor. Efter att han på Helgoland och i Messina gjort en del lägre djurs anatomi och embryologi till föremål för noggranna studier, vilkas resultat publicerades i 14 avhandlingar, blev han 1853 docent vid universitetet i Würzburg på grund av det framstående arbetet Zur Lehre vom Generationswechsel und der Fortpflanzung bei Medusen und Polypen (Läran om generationernas ändring och fortplantningen hos maneter och polyper). År 1855 kallades Gegenbaur som extra ordinarie professor i zoologi till Jena, där han 1858-73 verkade som ordinarie professor i anatomi och zoologi. Under dessa år utfördes flertalet av Gegenbaurs banbrytande arbeten. Av stor betydelse för riktningen av hans verksamhet blev även den nära vänskap och intressegemenskap med Ernst Haeckel, vilken på uppmaning av Gegenbaur slog sig ner som akademisk lärare i Jena och med vilken han delade sitt akademiska verksamhetsgebit så, att Haeckel 1865 som professor övertog zoologin, medan Gegenbaur själv behöll endast anatomin.
Gegenbaurs första stora lärobok, Die Grundzüge der vergleichenden Anatomie (Grunddrag av den jämförande anatomin, 1859), symboliserar en fullständig reformation med avseende på uppfattningen och metoden för den anatomiska forskningen. Till samma period hör de arbeten rörande ryggradsdjurens anatomi, som utkom under den gemensamma titeln Untersuchungen zur vergleichenden Anatomie der Wirbeltiere (i tre delar, 1864-72) och i vilkas tredje del Gebaur grundlade den moderna kranieteorin och därigenom i princip löste ett problem, som sysselsatt tänkande anatomer alltsedan Goethes dagar. Av betydelse är även hans lilla arbete Über den Bau und die Entwicklung der Wirbeltiereier mit partieller Dotterteilung (Om uppbyggnaden och utvecklingen av ryggradsdjurens ägg med partiell delning av äggulan, 1861), där han söker visa, att ägget hos ryggradsdjuren, liksom det största fågelägget, i själva verket representerar en enda cell - en åsikt, som vid hans tid och längre fram bekämpads av "auktoriteterna", numera är allmänt erkänd som riktig. Till denna period hör även hans viktiga undersökningar rörande benvävnadens utveckling (Über die Bildung des Knochengewebes, 1864, 1866) och över ryggradens anatomi (1862, 1867).
Efter att Gegenbaur 1873 blivit professor i anatomi i Heidelberg, ägnade han sig uteslutande åt ryggradsdjurens anatomi. Ett tidigare verk omarbetades och utkom under titeln Vergleichende Anatomie der Wirbeltiere mit Berücksichtigung der Wirbellosen (två delar, 1898-1901). Gebaurs Lehrbuch der Anatomie des Menschen (1883) skiljer sig från flertalet andra framställningar av människans anatomi väsentligen genom sin genetiska metod och behandlar utvecklingsföreteelserna städse i intimt samband med den fysiologiska orsaken och i belysning av den jämförande anatomin. Flera av hans uppsatser är offentliggjorda i den av Gebaur uppsatta och redigerade tidskriften Morphologisches Jahrbuch.
Gegenbaur invaldes som ledamot av Vetenskapssocieteten i Uppsala 1884 och av Vetenskapsakademien i Stockholm 1885. Han tilldelades Copleymedaljen 1896.

## Andra verk (urval)
- Über den Ausschluss des Schambeins von der Pfanne des Hüftgelenks (1876)
- Die Gaumenfalten des Menschen (1878)
- Kritische Bemerkungen über die Polydaktylie als Atavismus (1880)
- Zur Morphologie des Nagels (1885)
- Zur Kenntniss der Mammarorgane der Monotremen (1886)
- Über die Unterzunge des Menschen und der Säugetiere (1884)
- Die Epiglottis (1892)
- Die Stellung und Bedeutung der Morphologie (1875)
- Ontogenie und Anatomie in ihren Wechselbeziehungen betrachtet (1889)